# Hislopia sinensis
Hislopia sinensis is een mosdiertjessoort uit de familie van de Hislopiidae. De wetenschappelijke naam van de soort is, als Norodoniana sinensis, voor het eerst geldig gepubliceerd in 1880 door Jullien.